# Кастера-Вердюзан
Кастера́-Вердюза́н (фр. Castéra-Verduzan) — коммуна во Франции, находится в регионе Юг — Пиренеи. Департамент — Жер. Входит в состав кантона Валанс-сюр-Баиз. Округ коммуны — Кондом.
Код INSEE коммуны — 32083.

## География

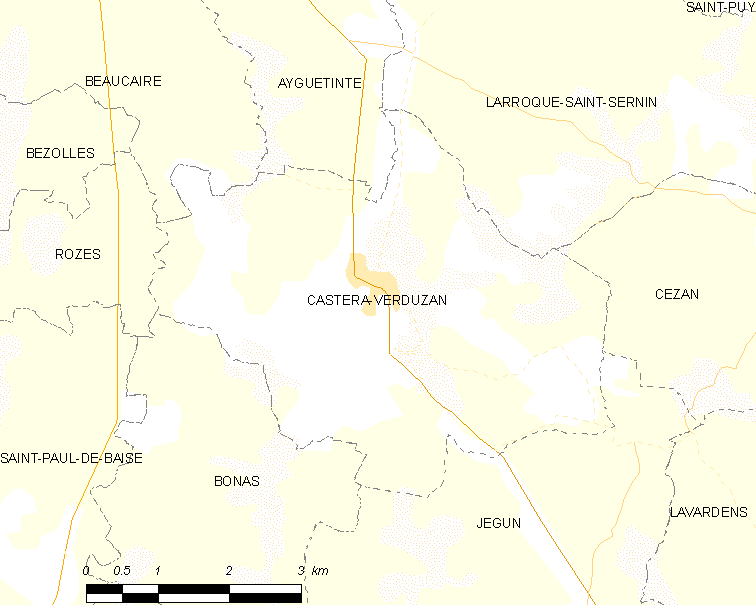
Карта коммуны

Коммуна расположена приблизительно в 580 км к югу от Парижа, в 85 км западнее Тулузы, в 22 км к северо-западу от Оша.
На западе коммуны протекает река Баиз.

## Климат
Климат умеренно-океанический. Лето жаркое и немного дождливое, температура часто превышает 35 °С. Зимой часто бывает отрицательная температура и ночные заморозки. Годовое количество осадков — 700—900 мм.

## Население
Население коммуны на 2010 год составляло 949 человек.
| 1962 | 1968 | 1975 | 1982 | 1990 | 1999 | 2010 |
| ---- | ---- | ---- | ---- | ---- | ---- | ---- |
| 794  | 738  | 719  | 753  | 794  | 830  | 949  |

## Администрация
| Период | Период | Фамилия           | Партия                  | Примечания |
| ------ | ------ | ----------------- | ----------------------- | ---------- |
| 1965   | 1995   | Обер Гарсия       | Социалистическая партия | сенатор    |
| 1995   | 2008   | Пьер Эспье        | Социалистическая партия |            |
| 2008   | 2014   | Жан-Мишель Гарсия | Социалистическая партия |            |
| 2014   | 2020   | Бернар Рамунеда   | Социалистическая партия |            |

## Экономика
В 2010 году среди 571 человека трудоспособного возраста (15-64 лет) 414 были экономически активными, 157 — неактивными (показатель активности — 72,5 %, в 1999 году было 74,6 %). Из 414 активных жителей работали 378 человек (192 мужчины и 186 женщин), безработных было 36 (14 мужчин и 22 женщины). Среди 157 неактивных 41 человек были учениками или студентами, 76 — пенсионерами, 40 были неактивными по другим причинам.

## Достопримечательности
- Церковь XII века. Исторический памятник с 1927 года.[4]
- Крест на кладбище (XVI век). Исторический памятник с 1927 года.[5]
- Казино группы Vikings Casinos.
- Водолечебница с сероводородной водой температурой 23 °C. Применяется для лечения заболеваний полости рта и болезней обмена веществ.
- Ипподром.